# NGC 1207
NGC 1207 (również PGC 11737 lub UGC 2548) – galaktyka spiralna z poprzeczką znajdująca się w gwiazdozbiorze Perseusza. Odkrył ją William Herschel 18 października 1786 roku.